# 東京都交響樂團

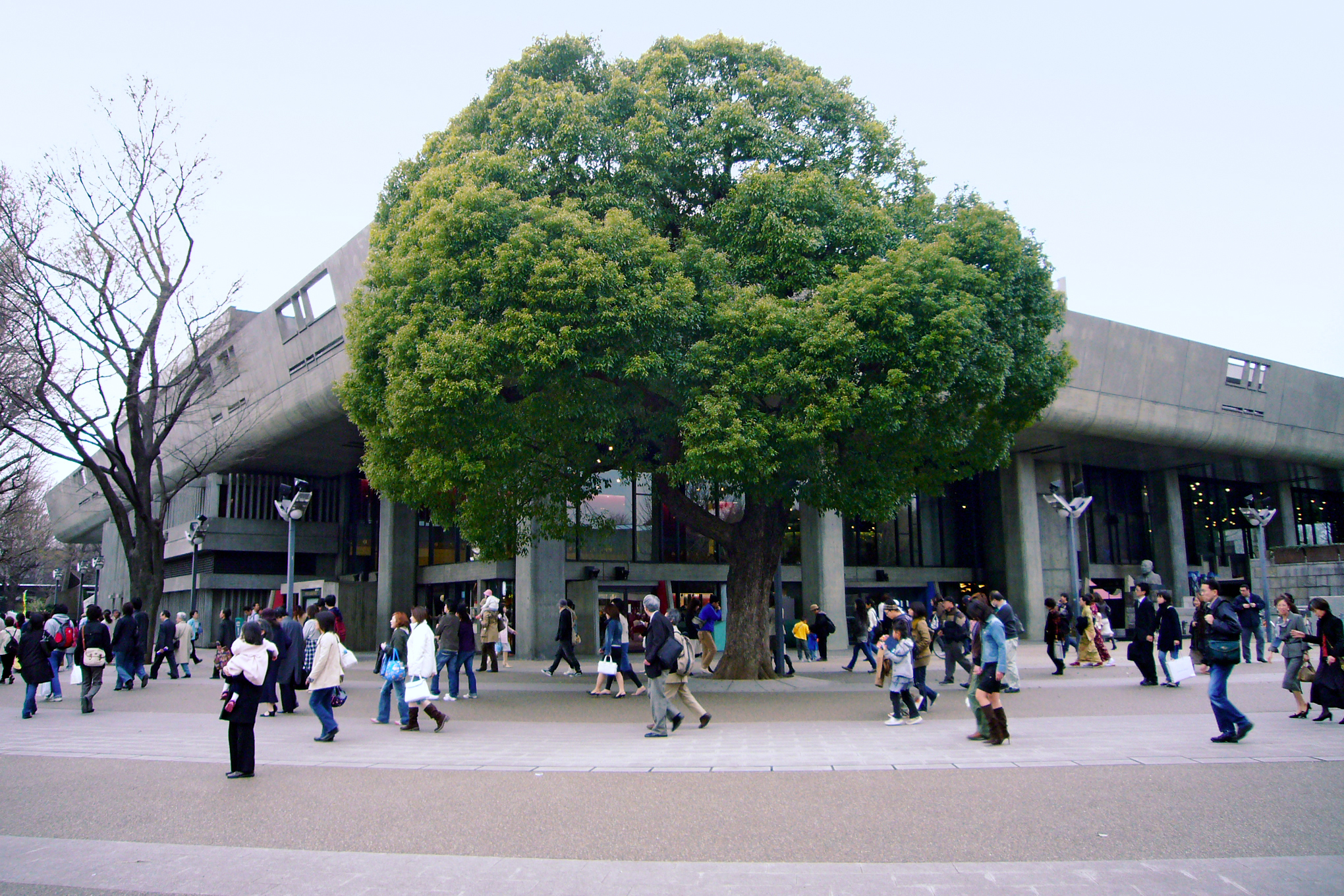
本據地東京文化會館

東京都交響樂團（日语：東京都交響楽団）是日本的一家管弦樂團。東京都交響樂團成立於1965年。自1977年之後，東京都交響樂團多次在海外演出。東京都交響樂團經常上演古斯塔夫·馬勒的作品。

## 外部連結
- 官方网站
- 東京都交響樂團的Discogs页面（英文）